# Oidardis gibbosa
Oidardis gibbosa är en tvåvingeart som beskrevs av Hermann 1912. Oidardis gibbosa ingår i släktet Oidardis och familjen rovflugor. Inga underarter finns listade i Catalogue of Life.